# Fran Walsh
Pour les articles homonymes, voir Walsh.
Fran Walsh est une scénariste, productrice et compositrice néo-zélandaise née le 10 janvier 1959 à Wellington (Nouvelle-Zélande), détentrice de l'ordre du Mérite de Nouvelle-Zélande,
Elle a remporté trois Oscars en 2003 pour le meilleur scénario adapté, le meilleur film et pour la meilleure chanson originale, le tout pour le film Le Seigneur des anneaux : Le Retour du roi. Elle a reçu au total huit nominations aux Oscars.
Ses collaborateurs les plus réguliers sont les producteurs et coscénaristes Peter Jackson (également son époux) et Philippa Boyens.

## Biographie
Fran Walsh a rencontré le réalisateur Peter Jackson au milieu des années 1980 au cours des dernières étapes de production sur son film à petit budget Bad Taste. Fran Walsh a alors collaboré avec Peter Jackson sur les scripts de tous ses films ultérieurs. Mariés, ils ont ensemble deux enfants.
Contrairement à son mari et à Philippa Boyens, elle reste plus en retrait des projecteurs et n'est pas apparue dans les interviews des DVD du Seigneur des anneaux. En revanche, sa voix a été utilisée dans les films pour les cris des Nazgûl.

## Filmographie

### comme scénariste
- 1989 : Les Feebles
- 1992 : Braindead
- 1994 : Jack Brown Genius
- 1994 : Créatures célestes (Heavenly Creatures)
- 1996 : Fantômes contre fantômes (The Frighteners)
- 2001 : Le Seigneur des anneaux : La Communauté de l'anneau (The Lord of the Rings: The Fellowship of the Ring)
- 2002 : Le Seigneur des anneaux : Les Deux Tours (The Lord of the Rings: The Two Towers)
- 2003 : Le Seigneur des anneaux : Le Retour du roi (The Lord of the Rings: The Return of the King)
- 2005 : King Kong
- 2009 : Lovely Bones
- 2012 : Le Hobbit : Un voyage inattendu
- 2013 : Le Hobbit : La désolation de Smaug
- 2014 : Le Hobbit : La Bataille des Cinq Armées
- 2018 : Mortal Engines de Christian Rivers (coscénariste avec Peter Jackson et Philippa Boyens, d'après le roman de Philip Reeve)

### comme productrice
- 1996 : Fantômes contre fantômes (The Frighteners)
- 2001 : Le Seigneur des anneaux : La Communauté de l'anneau (The Lord of the Rings: The Fellowship of the Ring)
- 2002 : Le Seigneur des anneaux : Les Deux Tours (The Lord of the Rings: The Two Towers)
- 2003 : Le Seigneur des anneaux : Le Retour du roi (The Lord of the Rings: The Return of the King)
- 2018 : Mortal Engines de Christian Rivers

### comme actrice
- 1992 : Braindead : une mère, dans le parc